# Vladimir Kovalev
Vladimir Kovalev, född 2 februari 1953 i Moskva, är en före detta sovjetisk konståkare.
Han blev olympisk silvermedaljör i konståkning vid vinterspelen 1976 i Innsbruck.